# FIFA-mannenranglijst april 2020
Dit is de wereldranglijst voor mannen van april 2020 zoals die werd opgesteld en vrijgegeven door de FIFA op 9 april 2020. Het grootste deel van de wedstrijden die in deze periode plaats hadden moeten vinden, werden afgelast vanwege de coronapandemie. De veranderingen in deze ranglijst worden dan ook veroorzaakt door de weinige wedstrijden die voor de wereldwijde lockdowns werden gespeeld.
| №  | +/−     | Land        | Pnt  | +/−     |
| -- | ------- | ----------- | ---- | ------- |
| 1  | Stabiel | België      | 1765 | Stabiel |
| 2  | Stabiel | Frankrijk   | 1733 | Stabiel |
| 3  | Stabiel | Brazilië    | 1712 | Stabiel |
| 4  | Stabiel | Engeland    | 1661 | Stabiel |
| 5  | Stabiel | Uruguay     | 1645 | Stabiel |
| 6  | Stabiel | Kroatië     | 1642 | Stabiel |
| 7  | Stabiel | Portugal    | 1639 | Stabiel |
| 8  | Stabiel | Spanje      | 1636 | Stabiel |
| 9  | Stabiel | Argentinië  | 1623 | Stabiel |
| 10 | Stabiel | Colombia    | 1622 | Stabiel |
| 11 | Stabiel | Mexico      | 1621 | Stabiel |
| 12 | Stabiel | Zwitserland | 1608 | Stabiel |
| 13 | Stabiel | Italië      | 1607 | Stabiel |
| 14 | Stabiel | Nederland   | 1604 | Stabiel |
| 15 | Stabiel | Duitsland   | 1602 | Stabiel |
| 16 | Stabiel | Denemarken  | 1598 | Stabiel |
| 17 | Stabiel | Chili       | 1579 | Stabiel |
| 17 | Stabiel | Zweden      | 1579 | Stabiel |
| 19 | Stabiel | Polen       | 1559 | Stabiel |
| 20 | Stabiel | Senegal     | 1555 | Stabiel |

| FIFA-wereldranglijst april 2020 (21–210) | FIFA-wereldranglijst april 2020 (21–210) | FIFA-wereldranglijst april 2020 (21–210) | FIFA-wereldranglijst april 2020 (21–210) | FIFA-wereldranglijst april 2020 (21–210) |
| #                                        | +/−                                      | Land                                     | pnt                                      | +/−                                      |
| ---------------------------------------- | ---------------------------------------- | ---------------------------------------- | ---------------------------------------- | ---------------------------------------- |
| 21                                       | Stabiel                                  | Peru                                     | 1544                                     | Stabiel                                  |
| 22                                       | Stabiel                                  | Verenigde Staten                         | 1542                                     | Stabiel                                  |
| 23                                       | Stabiel                                  | Wales                                    | 1540                                     | Stabiel                                  |
| 24                                       | Stabiel                                  | Oekraïne                                 | 1537                                     | Stabiel                                  |
| 25                                       | Stabiel                                  | Venezuela                                | 1517                                     | Stabiel                                  |
| 26                                       | Stabiel                                  | Oostenrijk                               | 1507                                     | Stabiel                                  |
| 27                                       | Stabiel                                  | Tunesië                                  | 1506                                     | Stabiel                                  |
| 28                                       | Stabiel                                  | Japan                                    | 1500                                     | Stabiel                                  |
| 29                                       | Stabiel                                  | Turkije                                  | 1494                                     | Stabiel                                  |
| 29                                       | Stabiel                                  | Servië                                   | 1494                                     | Stabiel                                  |
| 31                                       | Stabiel                                  | Nigeria                                  | 1493                                     | Stabiel                                  |
| 32                                       | Stabiel                                  | Slowakije                                | 1490                                     | Stabiel                                  |
| 33                                       | Stabiel                                  | Iran                                     | 1489                                     | Stabiel                                  |
| 34                                       | Stabiel                                  | Ierland                                  | 1486                                     | Stabiel                                  |
| 35                                       | Stabiel                                  | Algerije                                 | 1482                                     | Stabiel                                  |
| 36                                       | Stabiel                                  | Noord-Ierland                            | 1476                                     | Stabiel                                  |
| 37                                       | Stabiel                                  | Roemenië                                 | 1475                                     | Stabiel                                  |
| 38                                       | Stabiel                                  | Rusland                                  | 1470                                     | Stabiel                                  |
| 39                                       | Stabiel                                  | IJsland                                  | 1465                                     | Stabiel                                  |
| 40                                       | Stabiel                                  | Zuid-Korea                               | 1464                                     | Stabiel                                  |
| 41                                       | Stabiel                                  | Paraguay                                 | 1461                                     | Stabiel                                  |
| 42                                       | Stabiel                                  | Australië                                | 1457                                     | Stabiel                                  |
| 43                                       | Stabiel                                  | Marokko                                  | 1456                                     | Stabiel                                  |
| 44                                       | Stabiel                                  | Noorwegen                                | 1451                                     | Stabiel                                  |
| 45                                       | Stabiel                                  | Tsjechië                                 | 1446                                     | Stabiel                                  |
| 46                                       | Stabiel                                  | Costa Rica                               | 1439                                     | Stabiel                                  |
| 46                                       | Stabiel                                  | Ghana                                    | 1439                                     | Stabiel                                  |
| 48                                       | Stabiel                                  | Jamaica                                  | 1438                                     | 1                                        |
| 49                                       | Stabiel                                  | Bosnië en Herzegovina                    | 1430                                     | Stabiel                                  |
| 50                                       | Stabiel                                  | Schotland                                | 1422                                     | Stabiel                                  |
| 51                                       | Stabiel                                  | Egypte                                   | 1420                                     | Stabiel                                  |
| 52                                       | Stabiel                                  | Hongarije                                | 1416                                     | Stabiel                                  |
| 53                                       | Stabiel                                  | Kameroen                                 | 1413                                     | Stabiel                                  |
| 54                                       | Stabiel                                  | Griekenland                              | 1409                                     | Stabiel                                  |
| 55                                       | Stabiel                                  | Qatar                                    | 1396                                     | Stabiel                                  |
| 56                                       | Stabiel                                  | Mali                                     | 1389                                     | Stabiel                                  |
| 56                                       | Stabiel                                  | Congo-Kinshasa                           | 1389                                     | Stabiel                                  |
| 58                                       | Stabiel                                  | Finland                                  | 1386                                     | Stabiel                                  |
| 59                                       | Stabiel                                  | Bulgarije                                | 1381                                     | Stabiel                                  |
| 59                                       | Stabiel                                  | Burkina Faso                             | 1381                                     | Stabiel                                  |
| 61                                       | Stabiel                                  | Ivoorkust                                | 1378                                     | Stabiel                                  |
| 62                                       | Stabiel                                  | Honduras                                 | 1377                                     | Stabiel                                  |
| 63                                       | Stabiel                                  | Ecuador                                  | 1368                                     | Stabiel                                  |
| 64                                       | Stabiel                                  | Montenegro                               | 1365                                     | Stabiel                                  |
| 64                                       | Stabiel                                  | Slovenië                                 | 1365                                     | Stabiel                                  |
| 66                                       | Stabiel                                  | Albanië                                  | 1356                                     | Stabiel                                  |
| 67                                       | Stabiel                                  | Saoedi-Arabië                            | 1351                                     | Stabiel                                  |
| 68                                       | Stabiel                                  | Noord-Macedonië                          | 1347                                     | Stabiel                                  |
| 69                                       | Stabiel                                  | El Salvador                              | 1346                                     | Stabiel                                  |
| 70                                       | Stabiel                                  | Irak                                     | 1344                                     | Stabiel                                  |
| 71                                       | Stabiel                                  | Zuid-Afrika                              | 1334                                     | Stabiel                                  |
| 71                                       | Stabiel                                  | Verenigde Arabische Emiraten             | 1334                                     | Stabiel                                  |
| 73                                       | Stabiel                                  | Canada                                   | 1332                                     | Stabiel                                  |
| 74                                       | Stabiel                                  | Guinee                                   | 1328                                     | Stabiel                                  |
| 75                                       | Stabiel                                  | Bolivia                                  | 1324                                     | Stabiel                                  |
| 76                                       | Stabiel                                  | China                                    | 1323                                     | Stabiel                                  |
| 77                                       | Stabiel                                  | Oeganda                                  | 1321                                     | Stabiel                                  |
| 78                                       | Stabiel                                  | Kaapverdië                               | 1318                                     | Stabiel                                  |
| 79                                       | Stabiel                                  | Syrië                                    | 1314                                     | Stabiel                                  |
| 80                                       | Stabiel                                  | Curaçao                                  | 1313                                     | Stabiel                                  |
| 81                                       | Stabiel                                  | Panama                                   | 1305                                     | 1                                        |
| 82                                       | Stabiel                                  | Oman                                     | 1303                                     | Stabiel                                  |
| 83                                       | Stabiel                                  | Gabon                                    | 1297                                     | Stabiel                                  |
| 84                                       | Stabiel                                  | Benin                                    | 1295                                     | Stabiel                                  |
| 85                                       | Stabiel                                  | Oezbekistan                              | 1286                                     | 3                                        |
| 86                                       | Stabiel                                  | Haïti                                    | 1285                                     | Stabiel                                  |
| 87                                       | Stabiel                                  | Wit-Rusland                              | 1283                                     | 3                                        |
| 88                                       | Stabiel                                  | Zambia                                   | 1279                                     | Stabiel                                  |
| 89                                       | Stabiel                                  | Congo-Brazzaville                        | 1269                                     | Stabiel                                  |
| 89                                       | Stabiel                                  | Libanon                                  | 1269                                     | Stabiel                                  |
| 91                                       | Stabiel                                  | Madagaskar                               | 1267                                     | Stabiel                                  |
| 91                                       | Stabiel                                  | Georgië                                  | 1267                                     | Stabiel                                  |
| 93                                       | Stabiel                                  | Israël                                   | 1260                                     | Stabiel                                  |
| 94                                       | Stabiel                                  | Vietnam                                  | 1258                                     | Stabiel                                  |
| 95                                       | Stabiel                                  | Cyprus                                   | 1251                                     | Stabiel                                  |
| 96                                       | Stabiel                                  | Kirgizië                                 | 1240                                     | Stabiel                                  |
| 97                                       | Stabiel                                  | Jordanië                                 | 1238                                     | Stabiel                                  |
| 98                                       | Stabiel                                  | Luxemburg                                | 1236                                     | Stabiel                                  |
| 99                                       | Stabiel                                  | Bahrein                                  | 1225                                     | Stabiel                                  |
| 100                                      | Stabiel                                  | Mauritanië                               | 1223                                     | Stabiel                                  |
| 101                                      | Stabiel                                  | Libië                                    | 1215                                     | Stabiel                                  |
| 102                                      | Stabiel                                  | Armenië                                  | 1213                                     | Stabiel                                  |
| 103                                      | Stabiel                                  | Palestina                                | 1204                                     | Stabiel                                  |
| 104                                      | Stabiel                                  | Estland                                  | 1202                                     | Stabiel                                  |
| 105                                      | Stabiel                                  | Trinidad en Tobago                       | 1201                                     | Stabiel                                  |
| 106                                      | Stabiel                                  | Mozambique                               | 1200                                     | Stabiel                                  |
| 107                                      | Stabiel                                  | Kenia                                    | 1199                                     | Stabiel                                  |
| 108                                      | Stabiel                                  | India                                    | 1187                                     | Stabiel                                  |
| 109                                      | Stabiel                                  | Centraal-Afrikaanse Republiek            | 1184                                     | Stabiel                                  |
| 110                                      | Stabiel                                  | Faeröer                                  | 1181                                     | Stabiel                                  |
| 111                                      | Stabiel                                  | Zimbabwe                                 | 1180                                     | Stabiel                                  |
| 112                                      | Stabiel                                  | Niger                                    | 1179                                     | Stabiel                                  |
| 113                                      | Stabiel                                  | Thailand                                 | 1178                                     | Stabiel                                  |
| 114                                      | Stabiel                                  | Azerbeidzjan                             | 1177                                     | Stabiel                                  |
| 115                                      | Stabiel                                  | Kosovo                                   | 1174                                     | Stabiel                                  |
| 116                                      | Stabiel                                  | Noord-Korea                              | 1170                                     | Stabiel                                  |
| 117                                      | Stabiel                                  | Namibië                                  | 1160                                     | Stabiel                                  |
| 118                                      | Stabiel                                  | Kazachstan                               | 1155                                     | Stabiel                                  |
| 118                                      | Stabiel                                  | Sierra Leone                             | 1155                                     | Stabiel                                  |
| 118                                      | Stabiel                                  | Guinee-Bissau                            | 1155                                     | Stabiel                                  |
| 121                                      | Stabiel                                  | Tadzjikistan                             | 1152                                     | Stabiel                                  |
| 122                                      | Stabiel                                  | Nieuw-Zeeland                            | 1149                                     | Stabiel                                  |
| 123                                      | Stabiel                                  | Malawi                                   | 1141                                     | Stabiel                                  |
| 124                                      | Stabiel                                  | Angola                                   | 1136                                     | Stabiel                                  |
| 124                                      | Stabiel                                  | Filipijnen                               | 1136                                     | Stabiel                                  |
| 126                                      | Stabiel                                  | Antigua en Barbuda                       | 1127                                     | Stabiel                                  |
| 126                                      | Stabiel                                  | Togo                                     | 1127                                     | Stabiel                                  |
| 128                                      | Stabiel                                  | Soedan                                   | 1112                                     | Stabiel                                  |
| 129                                      | Stabiel                                  | Turkmenistan                             | 1107                                     | Stabiel                                  |
| 130                                      | Stabiel                                  | Guatemala                                | 1104                                     | 2                                        |
| 131                                      | Stabiel                                  | Rwanda                                   | 1089                                     | Stabiel                                  |
| 131                                      | Stabiel                                  | Litouwen                                 | 1089                                     | Stabiel                                  |
| 133                                      | Stabiel                                  | Comoren                                  | 1088                                     | Stabiel                                  |
| 134                                      | Stabiel                                  | Tanzania                                 | 1086                                     | Stabiel                                  |
| 135                                      | Stabiel                                  | Andorra                                  | 1082                                     | Stabiel                                  |
| 136                                      | Stabiel                                  | Myanmar                                  | 1081                                     | Stabiel                                  |
| 137                                      | Stabiel                                  | Letland                                  | 1079                                     | Stabiel                                  |
| 138                                      | Stabiel                                  | Chinees Taipei                           | 1078                                     | Stabiel                                  |
| 139                                      | Stabiel                                  | Lesotho                                  | 1074                                     | Stabiel                                  |
| 139                                      | Stabiel                                  | Saint Kitts en Nevis                     | 1074                                     | Stabiel                                  |
| 141                                      | Stabiel                                  | Suriname                                 | 1073                                     | Stabiel                                  |
| 141                                      | Stabiel                                  | Salomonseilanden                         | 1073                                     | Stabiel                                  |
| 143                                      | Stabiel                                  | Hongkong                                 | 1072                                     | Stabiel                                  |
| 144                                      | Stabiel                                  | Jemen                                    | 1071                                     | Stabiel                                  |
| 145                                      | Stabiel                                  | Equatoriaal-Guinea                       | 1066                                     | Stabiel                                  |
| 146                                      | Stabiel                                  | Ethiopië                                 | 1061                                     | Stabiel                                  |
| 147                                      | Stabiel                                  | Koeweit                                  | 1060                                     | Stabiel                                  |
| 148                                      | Stabiel                                  | Botswana                                 | 1055                                     | Stabiel                                  |
| 149                                      | Stabiel                                  | Burundi                                  | 1052                                     | Stabiel                                  |
| 149                                      | Stabiel                                  | Afghanistan                              | 1052                                     | Stabiel                                  |
| 151                                      | Stabiel                                  | Nicaragua                                | 1051                                     | 1                                        |
| 152                                      | Stabiel                                  | Liberia                                  | 1047                                     | Stabiel                                  |
| 153                                      | Stabiel                                  | Swaziland                                | 1042                                     | Stabiel                                  |
| 154                                      | Stabiel                                  | Maleisië                                 | 1040                                     | Stabiel                                  |
| 155                                      | Stabiel                                  | Malediven                                | 1038                                     | Stabiel                                  |
| 156                                      | Stabiel                                  | Nieuw-Caledonië                          | 1035                                     | Stabiel                                  |
| 157                                      | Stabiel                                  | Singapore                                | 1020                                     | Stabiel                                  |
| 158                                      | Stabiel                                  | Dominicaanse Republiek                   | 1019                                     | Stabiel                                  |
| 159                                      | Stabiel                                  | Gambia                                   | 1015                                     | Stabiel                                  |
| 159                                      | Stabiel                                  | Grenada                                  | 1015                                     | Stabiel                                  |
| 161                                      | Stabiel                                  | Tahiti                                   | 1014                                     | Stabiel                                  |
| 162                                      | Stabiel                                  | Barbados                                 | 1009                                     | Stabiel                                  |
| 163                                      | Stabiel                                  | Fiji                                     | 996                                      | Stabiel                                  |
| 163                                      | Stabiel                                  | Vanuatu                                  | 996                                      | Stabiel                                  |
| 165                                      | Stabiel                                  | Papoea-Nieuw-Guinea                      | 991                                      | Stabiel                                  |
| 166                                      | Stabiel                                  | Guyana                                   | 988                                      | Stabiel                                  |
| 167                                      | Stabiel                                  | Saint Vincent en de Grenadines           | 986                                      | Stabiel                                  |
| 168                                      | 1                                        | Zuid-Soedan                              | 983                                      | Stabiel                                  |
| 168                                      | Stabiel                                  | Bermuda                                  | 983                                      | 1                                        |
| 170                                      | Stabiel                                  | Nepal                                    | 974                                      | Stabiel                                  |
| 170                                      | Stabiel                                  | Belize                                   | 974                                      | Stabiel                                  |
| 172                                      | Stabiel                                  | Mauritius                                | 965                                      | Stabiel                                  |
| 173                                      | Stabiel                                  | Indonesië                                | 964                                      | Stabiel                                  |
| 173                                      | Stabiel                                  | Cambodja                                 | 964                                      | Stabiel                                  |
| 175                                      | Stabiel                                  | Moldavië                                 | 959                                      | Stabiel                                  |
| 176                                      | Stabiel                                  | Saint Lucia                              | 953                                      | Stabiel                                  |
| 177                                      | Stabiel                                  | Tsjaad                                   | 943                                      | Stabiel                                  |
| 178                                      | Stabiel                                  | Puerto Rico                              | 941                                      | Stabiel                                  |
| 179                                      | Stabiel                                  | Cuba                                     | 936                                      | Stabiel                                  |
| 180                                      | Stabiel                                  | Liechtenstein                            | 926                                      | Stabiel                                  |
| 181                                      | Stabiel                                  | Sao Tomé en Principe                     | 923                                      | Stabiel                                  |
| 182                                      | Stabiel                                  | Macau                                    | 922                                      | Stabiel                                  |
| 183                                      | Stabiel                                  | Montserrat                               | 921                                      | Stabiel                                  |
| 184                                      | Stabiel                                  | Malta                                    | 919                                      | Stabiel                                  |
| 184                                      | Stabiel                                  | Djibouti                                 | 919                                      | Stabiel                                  |
| 184                                      | Stabiel                                  | Dominica                                 | 919                                      | Stabiel                                  |
| 187                                      | Stabiel                                  | Bangladesh                               | 914                                      | Stabiel                                  |
| 188                                      | Stabiel                                  | Laos                                     | 912                                      | Stabiel                                  |
| 189                                      | Stabiel                                  | Bhutan                                   | 911                                      | Stabiel                                  |
| 190                                      | Stabiel                                  | Mongolië                                 | 906                                      | Stabiel                                  |
| 191                                      | Stabiel                                  | Brunei                                   | 904                                      | Stabiel                                  |
| 192                                      | Stabiel                                  | Amerikaans-Samoa                         | 900                                      | Stabiel                                  |
| 193                                      | Stabiel                                  | Kaaimaneilanden                          | 897                                      | Stabiel                                  |
| 194                                      | Stabiel                                  | Samoa                                    | 894                                      | Stabiel                                  |
| 195                                      | Stabiel                                  | Bahama's                                 | 880                                      | Stabiel                                  |
| 196                                      | Stabiel                                  | Somalië                                  | 879                                      | Stabiel                                  |
| 196                                      | Stabiel                                  | Gibraltar                                | 879                                      | Stabiel                                  |
| 196                                      | Stabiel                                  | Oost-Timor                               | 879                                      | Stabiel                                  |
| 199                                      | Stabiel                                  | Guam                                     | 873                                      | Stabiel                                  |
| 200                                      | Stabiel                                  | Pakistan                                 | 867                                      | Stabiel                                  |
| 200                                      | Stabiel                                  | Aruba                                    | 867                                      | Stabiel                                  |
| 202                                      | Stabiel                                  | Seychellen                               | 866                                      | Stabiel                                  |
| 203                                      | Stabiel                                  | Tonga                                    | 862                                      | Stabiel                                  |
| 203                                      | Stabiel                                  | Turks- en Caicoseilanden                 | 862                                      | Stabiel                                  |
| 205                                      | Stabiel                                  | Eritrea                                  | 856                                      | Stabiel                                  |
| 206                                      | Stabiel                                  | Sri Lanka                                | 853                                      | Stabiel                                  |
| 207                                      | Stabiel                                  | Amerikaanse Maagdeneilanden              | 844                                      | Stabiel                                  |
| 208                                      | Stabiel                                  | Britse Maagdeneilanden                   | 842                                      | Stabiel                                  |
| 209                                      | Stabiel                                  | San Marino                               | 824                                      | Stabiel                                  |
| 210                                      | Stabiel                                  | Anguilla                                 | 821                                      | Stabiel                                  |

| Kleur | Betekenis                                      |
| ----- | ---------------------------------------------- |
|       | Hoogste FIFA-ranking ooit                      |
|       | Evenaring hoogste FIFA-ranking ooit            |
|       | Voor het eerst opgenomen in de wereldranglijst |
|       | Evenaring slechtste FIFA-ranking ooit          |
|       | Slechtste FIFA-ranking ooit                    |